# Ludolf von Kroppenstedt

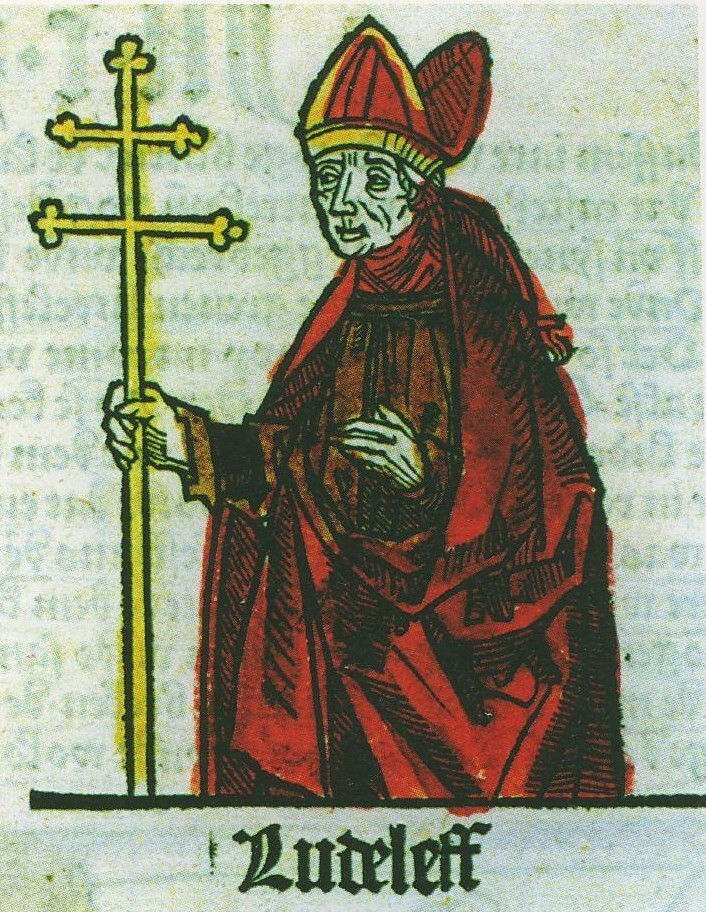
Ludolf von Kroppenstedt

Ludolf von Kroppenstedt (* möglicherweise in Kroppenstedt; † 17. August 1205) war von 1192 bis 1205 Erzbischof von Magdeburg.

## Leben
Die Herkunft Ludolfs ist unbekannt. Möglicherweise stammte er aus einer Kroppenstedter Bauernfamilie. Ludolf war zunächst Stiftschüler in Halberstadt und studierte dann, zeitweise gemeinsam mit Thomas Becket, an der Universität in Paris.
Ludolf wurde danach Domscholaster am Domstift von Magdeburg. Am 27. September 1168 wurde er erstmals als Domherr erwähnt. Im Jahr 1179 wurde Ludolf Propst von Sankt Wipert in Nienburg (Saale). Dieses Amt hatte er bis 1187 inne. Am 26. Dezember 1184 erfolgte seine Bestellung zum Domdekan in Magdeburg.
Ludolf griff wiederholt in die Auseinandersetzungen zwischen Papst und Kaiser im staufisch-welfischen Thronstreit ein. So gehörte er Ende 1185 zur Delegation des deutschen Episkopats, welche Papst Urban III. Beschwerden des Kaisers Friedrich I. über die Kurie vortrug.

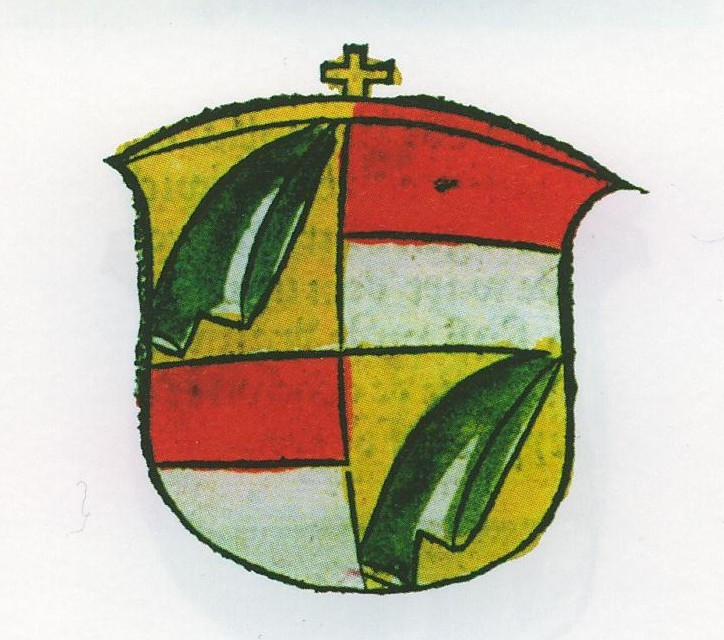
Ludolfs Wappen

1192 wurde Ludolf als Nachfolger Wichmanns Erzbischof von Magdeburg. Er führte die stauferfreundliche Politik seines Amtsvorgängers fort und unterstützte 1198 bei der Königswahl Philipp von Schwaben, dessen Interessen er auch später nachdrücklich vertrat. Ludolf wurde so zu einem der führenden Vertreter der staufischen Partei in Sachsen. Allerdings geriet er so in eine Gegnerschaft zur päpstlichen Politik, die durch Innozenz III. seit den Jahren 1200/1201 eine den Welfen freundlich gesinnte Position vertrat. Ludolf wurde daher mehrmals gebannt.
1196 übertrugen Markgraf Otto II. von Brandenburg und dessen Bruder Albrecht ihre askanischen Eigengüter an Ludolf, die seitdem als vom Erzstift vergebene Lehen anzusehen waren. Im Jahr 1200 gründete Ludolf das Stift Sankt Peter und Paul in Sudenburg, einer südlichen Vorstadt von Magdeburg. Ebenfalls 1200 stiftete er, der Erzbischof von Magdeburg, vermutlich als Erster im Deutschen Reich, dem Deutschen Orden ein Stück Land: ein Hospital zur Armen- und Krankenpflege im westlichen Teil von Halle a.d. Saale.
An einem südlichen Pfeiler des Chorumganges im Magdeburger Dom kann man bis auf den heutigen Tag die Bronze-Grabplatte Erzbischof Ludolfs betrachten.
Ludolf von Kroppenstedt starb am 17. August 1205 und wurde am 20. August 1205 im Magdeburger Dom zur letzten Ruhe gebettet.